# Burnin Red Ivanhoe
 Denne artikel omhandler bandet. For bandets album af samme navn, se Burnin Red Ivanhoe (album).
Burnin' Red Ivanhoe er et dansk jazzrock-band, som var en af Danmarks førende jazzrock-grupper. Bandet blev dannet i København af komponisten Karsten Vogel i april 1967. Som samtidens unge jazzmusikere blev de tiltrukket af den nye musik omkring dem, som var inspireret af jazzmusikernes improviserende tilgang. Vogel ønskede at skabe en fusion mellem avantgardejazz og tidens hårde rock, hvilket bl.a. skyldtes Vogels fascination af den amerikanske saxofonist Charlie Parker samt det populære rockband The Who. Musikken består af melodiøse sange, komplekse instrumentale kompositioner som ofte var en energisk kombination af improviserede forløb og markant rytme. Deres udgivelser blev mellem 1969 og 1974 udgivet på Sonet, og disse udgivelser regnes for deres mest essentielle. Bandet har indspillet musikken til filmen Er I bange? af Henning Carlsen fra 1971, og til dokumentarfilmen Kaláliuvit? (Er du grønlænder?) af Jørgen Roos fra 1970.

## Historie og karriere
Karsten Vogel mødte tekstforfatter Niels Erik Wille på Københavns Universitet, eftersom de begge læste dansk litteratur. Herefter begyndte Vogel at skrive rocksange, med hjælp fra Wille som skrev både danske og engelske sangtekster. Vogel samlede senere resten af gruppen, bestående af Steen Claësson på guitar, Steen Lange på bas og Per Kragh-Møller bag trommerne. En af Willes sangtekster havde titlen Ridder Rød, hvilket ledte til bandets navn. Bandets rytmesektion blev senere erstattet af Arne Würgler på bas samt den hårdtslående og dynamiske trommeslager Bo Thrige. Claësson forblev på guitar. Vogel deltog i den musikalske workshop Cadentia Nova Danica, hvor han mødte skolelærer og multi-instrumentalist Kim Menzer. Burnin' Red Ivanhoe kunne godt bruge endnu et medlem, og Menzer blev i juni 1968 en del af gruppen.
Den 25. maj 1967 havde bandet deres første optræden i Munkekælderen, et nedslidt lokale på Nørregade under Københavns Universitet. Her optrådte de under navnet M/S Mitte – The Burnin' Red Ivanhoe, men kaldte sig senere samme år Burnin' Red Ivanhoe. Den officielle debut var den 14. december 1968 i Brøndby Pop Club som opvarmning for Spooky Tooth. Her bestod gruppen af de fem medlemmer, Karsten Vogel, Kim Menzer, Steen Claësson, Arne Würgler og Bo Thrige. Denne koncert vakte så megen positiv omtale, at de landende en pladekontrakt. Sommeren 1969 udkom debut lp'en M 144, som var Danmarks første dobbelt-lp. Pladen vakte ikke kun opmærksomhed i Danmark, men også i Vesttyskland og England, og bandet var et af de første skandinaviske bands, der opnåede international opsigt og succes. I årene 1970-72 turnerede bandet flittigt i udlandet, bl.a. i Norge, Sverige, Tyskland, England og Finland.
I foråret 1972 opløste Vogel gruppen, eftersom publikums ønsker ikke stemte overens med Vogels egne intentioner for bandet. Allerede i sommeren samme år dannede han endnu et eksperimenterende projekt, instrumentalbandet Secret Oyster. Burnin' Red Ivanhoe er dog siden blevet gendannet flere gange, både i form af koncerter og pladeudgivelser. Vogel gendannede gruppen i 1973, og i 1974 udgav de albummet Right On i et forsøg på et comeback. Vogel havde sideløbende gang i et andet musikalsk projekt med gruppen Mermaids, og Burnin' Red Ivanhoe blev endnu engang opløst. Med albummet Shorts i 1980 forsøgte gruppen endnu et comeback, med sangtekster skrevet af bl.a. Dan Turéll og Torben Eschen. Anmeldelserne var dog mindre gode, og efter en enkelt turné blev gruppen opløst igen. I 1997 fejrede gruppen deres 30 års jubilæum med en koncert i Vega og med en cd-genudgivelse af debutalbummet M 144 med bonusnumre. Senere samme år blev sangerinde og tidligere Sweethearts-medlem Janne Eilskov en del af gruppen og medvirkede på comebackalbummet Lack of Light. Albummet var dog ingen succes, og Eilskov forlod kort efter gruppen.

## Bandmedlemmer
Det oprindelige band bestod af:
- Karsten Vogel (altsax og orgel)
- Steen Claësson (el-guitar, violin og sang)
- Steen Lange (bas)
- Bo Thrige Andersen (trommer)

I en periode derefter var besætningen variabel med især flere bassister (Steen Claësson, Arne Würgler, Steffen Andersen og Mads Vinding). Ole Fick og Kim Menzer var ofte med.
Fra 1970 kom bandet fast til at bestå af:
- Karsten Vogel (saxofoner, orgel)
- Kim Menzer (fløjte, basun, mundharpe, vokal)
- Ole Fick (vokal, guitar)
- Jess Stæhr (bas)
- Bo Thrige Andersen (trommer)

Fra 1991 bestod bandet af:
- Karsten Vogel (saxofon, orgel)
- Kim Menzer (fløjte, basun, mundharpe, vokal)
- Ole Fick (vokal, guitar)
- På bas var der flere på skift: Jon Bruland, Michael Friis, Assi Roar og Louis Winding
- Klaus Menzer (trommer)
- Janne Eilskov (sang, (gæstesolist)

I 2009 bestod bandet af:
- Karsten Vogel (saxofoner, orgel)
- Kim Menzer (fløjte, basun, mundharpe, didgeridoo, vokal)
- Ole Fick (vokal, guitar)
- Assi Roar (bas)
- Kasper Langkjær (trommer)

## Diskografi
- M 144, 1969, 2-LP
- De danske hjertevarmere, 1969, EP
- Burnin` Red Ivanhoe, 1970, LP
- 6 Elefantskovcikadeviser med Povl Dissing, 1971, LP
- W.W.W, 1971, LP
- Miley Smile/Stage Recall, 1972, LP
- Burnin live, 1972, MC/LP
- August Gyldenstjerne, 1973, single
- Right On, 1974, LP
- Shorts, 1980, LP
- Lack Of Light, 1998, CD[5]
- Live 1970-74 (Dust & Scratches) , [sal-optagelser fra diverse fans], 2009
- BRI, 2013, CD